# 웅도항
웅도항(熊島港)은 대한민국 충청남도 서산시 대산읍 웅도리에 있는 어항이다. 2012년 4월 12일 어촌정주어항으로 지정되었다. 관리자는 서산시장이다.

## 어항 구역
방파제 시점부에서 북동측 50m 지점(X:379,985.032, Y:144,225.970)에서 S1˚ E 방향으로 33m(X:379,951.753, Y:144,226.582)이동하고, S41˚ W 방향으로 270m (X:379,746.539, Y:144,051.118)이동하고, 이 점에서 N36˚ W 방향으로 80m (X:379,793.154, Y:143,986.103)이동하고,이 점에서N36˚ E방향으로 291m (X:380,029.328, Y:144,155.436) 그은선이 해안선과 맞닿는 선내의 공유수면 (25,000m2)